# Allonsanfan
Allonsanfan ist ein Historiendrama der Gebrüder Paolo und Vittorio Taviani aus dem Jahr 1974.

## Handlung
1816 in Italien. Es ist die Zeit der Restauration. Fulvio Imbrani, Mitglied der Geheimsekte der Fratelli sublimi ist nach mehreren Monaten Verhör und Folter aus dem Gefängnis entlassen worden und müde und desillusioniert auf den Familiensitz zurückgekehrt. Allmählich kommt er zu Ruhe, verdrängt seine jakobinische Vergangenheit und träumt von einem neuen, freien Leben in Amerika.
Doch seine alten Kampfgenossen suchen ihn dort auf und drängen ihn brutal und unerbittlich, den Kampf gegen die sich wieder etablierende reaktionäre Herrschaft aufzunehmen. Nachdem die Fratelli aus einem Hinterhalt der Polizei entkommen konnten, beauftragen sie Fulvio, Waffen zur Fortsetzung ihres Kampfes in Süditalien zu beschaffen. Die Machenschaften der Fratelli sind Fulvio zuwider, er zweigt  Geld für seinen persönlichen Gebrauch ab, bringt sich – vergeblich – Verletzungen bei, um untauglich zu werden, flieht vor ihnen. Sie zwingen ihn jedoch, sich ihren Aktionen anzuschließen und sich mit ihnen in den Süden einzuschiffen. Dort verrät Fulvio sie an die Staatsmacht, eine Koalition aus Österreichern, Angehörigen des lokalen Adels und der Kirche. Die Umstürzler werden von der aufgebrachten Menge erschlagen. Fulvio und Allonsanfan, der Sohn des einstigen Führers der Fratelli sublimi, „Kind der Revolution“ und geistiger Führer der Gruppe, können jedoch entkommen. Allonsanfan, ein sturer und verbohrter Fanatiker, will das Scheitern der Aktion nicht wahrhaben und lügt Fulvio vor, die Revolutionäre hätten gewonnen. Daraufhin zieht sich Fulvio die rote Jacke der Revolutionäre über und wird von den Soldaten erschossen.

## Produktion und Veröffentlichung
Allonsanfan ist der zehnte Film, an dem beide Brüder Taviani beteiligt waren und ihr vierter gemeinsamer Langfilm. Mit dem folgenden Film Padre Padrone (1977), der in Cannes mit der goldenen Palme ausgezeichnet wurde, gelang ihnen dann der internationale Durchbruch.

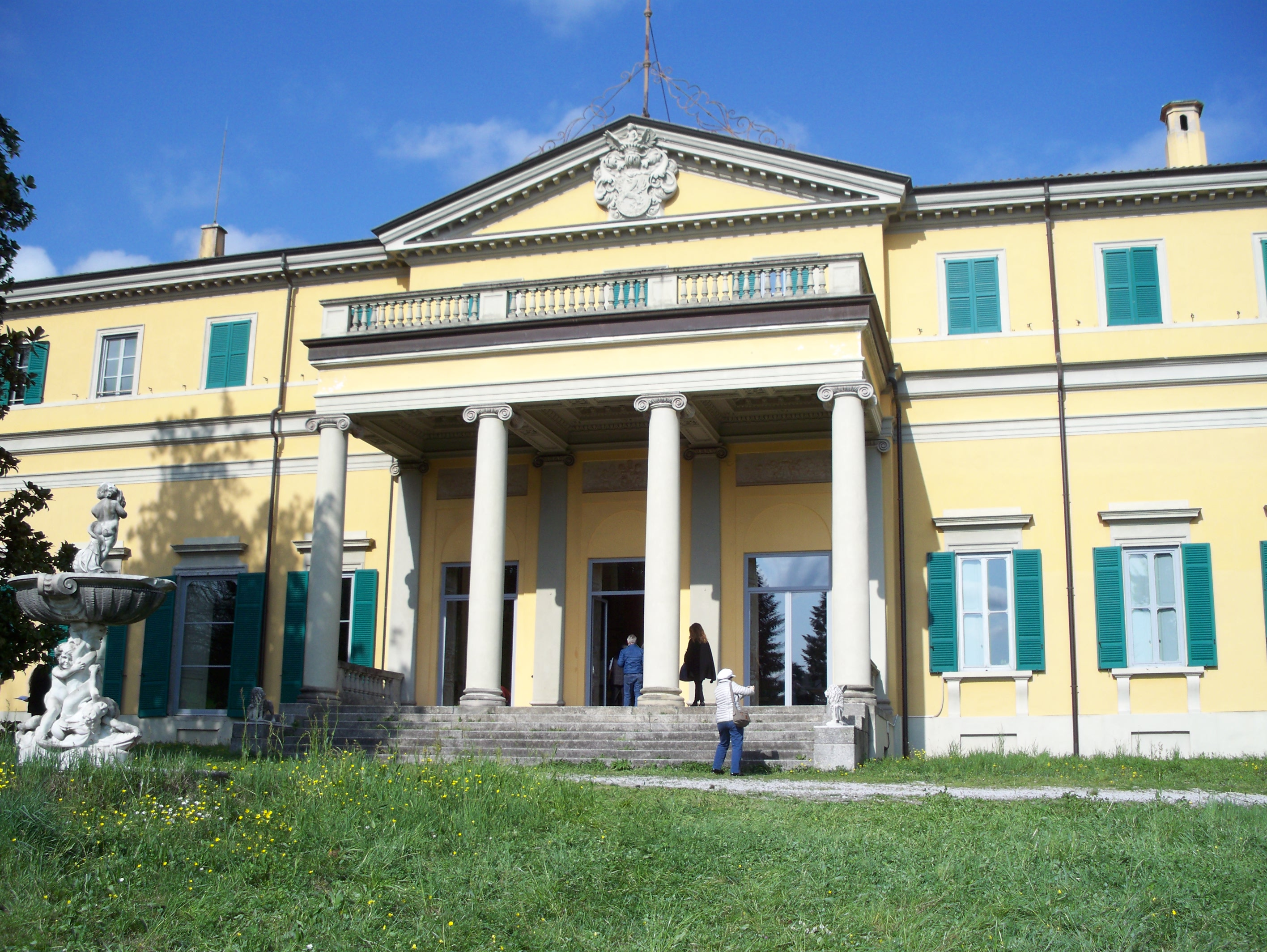
Villa Amalia in Erba

Die Dreharbeiten von Allonsanfan fanden von Oktober bis Dezember 1973 statt. Drehorte waren u. a. Matera in der Basilicata und die Hochebene der Murge, Altamura und das Castel del Monte. Die Szenen, die in der Villa der Familie Imbriani spielen wurden in der Villa Amalia in Erba in der Lombardei gedreht, die Szene, in der Fulvio enführt wird in Bergamo zwischen der Piazza Vecchia und dem Palazzo della Ragione.
Der Titel des Films, Allonsanfàn, leitet sich ab von der ersten Zeile der Marseillaise (franz. = Allons enfants).
Die Filmmusik komponierte Ennio Morricone. Das Te Deum laudamus singen die Cantori Moderni di Alessandroni. Das Lied Rabbia e Tarantella aus Morricones Soundtrack begleitet auch den Abspann von Quentin Tarantinos Film Inglourious Basterds (2009).
Premiere des Films in Italien war am 5. September 1974 in Mailand, in Großbritannien wurde er im November 1974 auf dem London Film Festival gezeigt und am 10. Mai 1975 in Frankreich während der Filmfestspiele in Cannes. Die Erstaufführung im deutschen Fernsehen war am 27. Februar 1976 in der ARD. Allonsanfan wurde im Rahmen einer Taviani-Retrospektive im Oktober 2023 auf der Viennale gezeigt.
2023 brachte das Label Leonine eine DVD in deutscher und italienischer Sprache in einer limitierten Ausgabe unter dem Titel Der Verräter alias Allonsanfan heraus, ergänzt um ein Booklet mit einem Interview mit Paolo und Vittorio Taviani.

## Hintergrund, Rezeption
Allonsanfan ist der vierte Spielfilm der Taviani-Brüder nach I Sovversivi (1967), Sotto il segno dello scorpione (1969) und San Michele aveva un gallo (1972), in dem nur sie gemeinsam Regie geführt haben. Im Kontext der Filmgeschichte zählt Allonsanfan zu ihrem Frühwerk, in dem Sozialkritik ein dominierendes Element ist und es um das Scheitern von Revolutionen und ideologischen Modellen geht. Wie Walter Gasperi in seinem Essay über die Taviani-Brüder schreibt, sind auch die Filme der Taviani [wie die Roberto Rosselinis] in der Realität verankert. Anders aber als ihr Lehrer, bei dem sie Regieassistenten waren, überhöhten sie diese Realität. Indem die eigentliche Erzählung in einen Rahmen verpackt werde, werde die Überschreitung des Realen gerechtfertigt. Ab ihrem nächsten Film, Padre Padrone, der ihren internationalen Durchbruch markiert, tritt das politische Engagement, das ihr Frühwerk auszeichnet, in den Hintergrund.

### Auszeichnungen
Paolo und Vittorio Taviani erhielten Nominierungen für den Gold Hugo des Chicago International Film Festival, das Nastro d’Argento und die Crolla d’Oro. Lea Massari wurde für den Filmpreis Nastro d’Argento als beste Schauspielerin nominiert.

### Kritik
Der Film wurde in der internationalen Presse in jeder Hinsicht positiv aufgenommen. Übereinstimmend wurden Drehbuch und Regie der Taviani-Brüder gewürdigt und die Leistungen der Schauspieler – insbesondere die Performance von Marcello Mastroianni –, die subtile Kamera von Giuseppe Ruzzolini und die Musik von „barockem Glanz“ (Kevin Tomans, Los Angeles Times) von Ennio Morricone gelobt, die bei vielen Rezensenten Assoziationen an die Italienische Oper auslöste. Janet Maslin von der New York Times zählte die Musik zu den „vielen Tugenden“ des Films. Allonsanfan habe bereits viel von der Strahlkraft der folgender Filme, Padre Padrone und Die Nacht von San Lorenzo, wenn nicht sogar deren Kohärenz.
Pietro Bianchi von der italienischen Tageszeitung Il Giorno widmete dem Film eine ausführliche Analyse und schrieb: „Allonsanfan ist ein in sich geschlossenes lyrisch-dialektisches Werk: wunderbar lyrisch in den kurzen Pausen, die die einzelnen Ereignisse unterbrechen […] und dialektisch, wenn die ‚Steine‘ von Matera und Castel del Monte das feudale, arme Italien repräsentieren, das im Gegensatz zur fruchtbaren Poebene steht. Besser als durch Worte wird der Konflikt zwischen dem Althergebrachten und dem Neuen durch Karnevalsbräuche und Perücken – als Überbleibsel des achtzehnten Jahrhunderts – dargestellt, auch durch Einschübe in die Schilderung der einzelnen Taten der Revolutionäre. Die abwechselnd weich- und scharfkonturierten Bilder, von eigentümlich zauberhaftem Reiz, lassen die Vergangenheit lebendig werden: Es ist das romantische, schwermütige Italien Foscolos und des jungen Manzoni. Marcello Mastroianni, die ungestüme Lea Massari, die zarte Mimsy Farmer […] sind die ausgezeichneten Schauspieler, die eine einfühlsame und einprägsame Darstellung ihrer Rollen geben.“
Jacques Siclier ging in Le Monde zunächst auf das vage, durch Stendhal, Verdi und Viscontis Senso geprägte Italienbild Frankreichs ein und schrieb dann: „Die Brüder Taviani […] haben eine lyrische Illusion gleichermaßen geschaffen und zerstört, um schonungslos eine negative Bilanz des romantischen Engagements der Linken zu ziehen“, und in einem Kommentar des Österreichischen Filmmuseums heißt es: „Allonsanfan […] spricht in Wirklichkeit […] über die Studentenbewegung, über das Jahr 1974. Damals wurde auch den kühnsten Schwärmern klar, dass die Veränderung der Gesellschaft komplizierter, vor allem langwieriger ist, als man zuvor dachte. […] Allonsanfan erzählt auch davon, dass die Revolution immer erst nach uns stattfindet – darum ist sie auch eine Utopie“.